# José Peral Vicente
José Peral Vicente (Villena, 16 de julio de 1888 - Elche, 21 de enero de 1981) fue poeta y zapatero.

## Vida
Nacido en Villena (Alicante) el 16 de julio de 1888, hacia octubre de ese año su familia se estableció en Elche. Comenzó a escribir poemas a los 20 años, en 1908, si bien trabajó durante toda su vida como zapatero. En 1916 publicó su primera obra, Gérmenes de luz y al año siguiente participó en un homenaje organizado por la sociedad Blanco y Negro con ocasión de la muerte del escritor Joaquín Dicenta. A partir de estos años comienza a ser activo en la política de izquierdas, participando en 1912 en una velada en el teatro Llorente de Elche en homenaje al socialista condenado al destierro Antonio Cañizares.
El año 1927 fue trágico para José Peral, pues en espacio de algo más de un mes fallecieron su padre, su madre, su esposa y uno de sus hijos, recién nacido. Durante la II República fue poco activo, pero volvió a estar presente tras el inicio de la Guerra Civil, como poeta y habitual colaborador de la prensa local. Está clara su militancia en el Partido Comunista ya que publicó homenajes a Domingo Germinal o a Durruti y formó parte del consejo de redacción de Elche Rojo.
Durante el franquismo dejó sus actividades, colaborando únicamente con la revista Festa d'Elx. Con el regreso de la democracia, en  1979 el Ayuntamiento de Elche le rindió un homenaje y se editó su tercer y último libro De las horas de mi vida. Actualmente, da nombre a una calle de Elche.

## Premios
- Juegos florales de Novelda (1914).[1]
- Fiesta de la Poesía de la sociedad Blanco y Negro (1918, 1920, 1926, 1929).[1]
- Certamen literario de Coro Clavé (1920).[1]

## Obra
Fue asiduo colaborador de las publicaciones alicantinas Los Pueblos y El Día, además del semanario oriolano Actualidad. Fue un poeta versátil, que dedicó sus versos tanto a la revolución como la Virgen de la Asunción. Sus obras publicadas en libro son:
- Gérmenes de luz (1916)
- Del vergel ilicitano (1923)
- De las horas de mi vida (1979)